# Émile Coulonvaux
Émile Maurice Léon Coulonvaux, né à Chimay le 26 février 1892 et décédé le 10 mars 1966 à Dinant, est un homme politique belge de tendance libérale et un militant wallon. 

## Biographie
Docteur en droit et avocat il devint échevin de Dinant (1927-1928) et demeura sénateur libéral de 1939 à 1946 et de 1949 à 1961. Il fut président du parti libéral de 1937 à 1940.